# As I Am (Kristin Chenoweth)
As I Am – druga solowa płyta Kristin Chenoweth wydana w 2005 roku.
Piosenkę Borrowed Angels napisała Diane Warren. Ten sam utwór został nagrany ponownie w wersji country i w 2011 roku wydany na płycie Some Lessons Learned.

## Lista utworów
| Pozycja | Utwór                       | Czas |
| ------- | --------------------------- | ---- |
| 1       | It Will Be Me               | 3:57 |
| 2       | Word of God Speak           | 3:15 |
| 3       | Because He Lives            | 4:56 |
| 4       | Abide in Me                 | 5:09 |
| 5       | Borrowed Angels             | 4:02 |
| 6       | There Will Never Be Another | 3:59 |
| 7       | Poor, Wayfaring Stranger    | 5:09 |
| 8       | Joyful, joyful              | 3:29 |
| 9       | The Song Remembers When     | 3:55 |
| 10      | Power                       | 4:20 |
| 11      | Just As I Am                | 3:42 |
| 12      | Upon This Rock              | 4:59 |
| 13      | Taylor, the Latte Boy       | 4:05 |